# IPhone 13 Pro
iPhone 13 Pro и iPhone 13 Pro Max су паметни телефони које је дизајнирао, развио и пласирао Apple Inc. Они су били водећи паметни телефони у петнаестој генерацији iPhone-а, наследивши iPhone 12 Pro и iPhone 12 Pro Max. Уређаји су представљени заједно са iPhone 13 и iPhone 13 Mini на Apple специјалном догађају у Епл Парку у Купертину у Калифорнији 14. септембра 2021. и постали су доступни десет дана касније, 24. септембра. Они су обустављени 7. септембра 2024. године, као и iPhone 11 и iPhone 12 Mini, након најаве iPhone 14 и iPhone 14 Pro.
Главне надоградње у односу на свог претходника укључују побољшано трајање батерије, побољшане камере и рачунарску фотографију, фокус на сталак за видео у новом „Cinematic Mode“ при 1080п 30 fps, Apple ProRes видео снимање, нови А15 Bionic систем чипа и променљиво 10 –120 Hz дисплеј, представљено под именом ProMotion.

## Историја

### Пре најаве
Наследник iPhone 12 Pro модела почео је да се развија како би смањио величину зареза за 20% захваљујући звучнику који се покреће на предњој страни постављеном на горњу ивицу кућишта True-Depth сензора и који користи брзину освежавања екрана до 120 Hz за глаткије кретање. Према раније објављеним гласинама, опције боја iPhone 13 Pro модела су укључивале залазак сунца златну (нова опција златне боје), розе (преименовање златне), бисерну (преименовање у сребрну) и мет блек. Међутим, Apple Inc. је најавио да неће бити представљена опција боје залазак сунца златна за iPhone 13 Pro и iPhone 13 Pro Max, а опција сијера плава боја за iPhone 13 Pro и iPhone 13 Pro Max ће бити представљена на септембарском догађају.

### Након најаве
iPhone 13 Pro и iPhone 13 Pro Max званично су најављени заједно са iPad-ом девете генерације, iPad Mini 6. генерацијом, Apple Watch Series 7, iPhone 13 и iPhone 13 Mini виртуелним догађајем за штампу снимљеном и снимљеном у Епл Парку у Купертину, Калифорнија 14. септембра 2021. Преднаруџбе су почеле 17. септембра у 17:00. Цене почињу од 999 УСД за iPhone 13 Pro и 1099 УСД за iPhone 13 Pro Max, исто као и њихове претходне генерације. Apple је 7. септембра 2022. уклонио iPhone 13 Pro и iPhone 13 Pro Max, као и iPhone 11 и iPhone 12 Mini са своје званичне веб странице након објављивања iPhone 14, iPhone 14 Plus, iPhone 14 Pro и iPhone 14 Pro Max. У марту 2023, Apple је почео да продаје реновиране моделе iPhone 13 Pro на свом званичном сајту.

## Дизајн
Дизајн iPhone 13 Pro и iPhone 13 Pro Max углавном је непромењен у односу на њихове претходнике. Међутим, модул задње камере сада покрива већу површину због већих сочива. Face ID и модул камере на предњем дисплеју, или "notch", сада је 20% мањи него у претходним генерацијама.
Задња страна iPhone 13 Pro је направљена од нерђајућег челика, а предња је заштићена Gorilla Glass стаклом.
iPhone 13 Pro и iPhone 13 Pro Max доступни су у пет боја: сребрној, графитној, златној, сиерра плавој и алпско зеленој.
Сијера плава је нова боја која замењује пацифичку плаву. 8. марта 2022. године, на Apple специјалном догађају „Peek Performance“, Аппле је открио нову опцију боје алпску зелену, која је постала доступна 18. марта 2022.
| Боја | Назив         |
| ---- | ------------- |
|      | сребрна       |
|      | графит        |
|      | златна        |
|      | сијера плава  |
|      | алпско зелена |

## Спецификације

### Хардвер
iPhone 13 Pro и iPhone 13 Pro Max користе Apple A15 Bionic процесор који садржи 16-језгарни неуронски мотор, 6-језгарни процесор (са 2 језгра перформанси и 4 ефикасна језгра) и 5-језгарни графички процесор. А15 Bionic такође садржи процесор слике следеће генерације.
Због снажног процесора iPhone 13 Pro, његов Antutu резултат или Antutu Benchmark резултат је 846,433, што чини његово учитавање графике глатко.
Више 5G опсега је доступно за подршку више оператера, посебно изван САД.

#### Дисплеј
iPhone 13 Pro има ОЛЕД екран од 6,06 инча (154 мм) (продаје се као 6,1 инча (15 цм)) са резолуцијом од 2532 × 1170 пиксела (2,9 мегапиксела) при 460 PPI, док iPhone 13 Pro Max има 6,68 инча (170 мм) (продаје се као 6,7-инчни (17 цм)) ОЛЕД екран резолуције 2778 × 1284 пиксела (3,5 мегапиксела) при 458 ППИ. Оба модела имају Супер Ретина XDR ОЛЕД екран са побољшаним типичним осветљењем до 1.000 нита са 800 нита и максималном осветљеношћу до 1.200 нита, а по први пут на iPhone-у, променљиви ProMotion екран од 10–120 Хз, који такође може идите до 10 Hz да бисте сачували батерију. Назив ProMotion се раније користио на iPad Pro (2. генерација) и каснијим моделима.

#### Батерије
Apple тврди до 1,5 сати више трајања батерије на iPhone 13 Pro и 2,5 сати више на 13 Pro Max од њихових претходника. Називни капацитети су 11,97 Wh (3,095 mAh) на 13 Pro, што је повећање у односу на батерију од 10,78 Wh (2,815 mAh) коју има iPhone 12 Pro, док је 13 Pro Max оцењен на 16,75 Wh (4,352 mAh) још једно повећање у односу на 14. 13 Wh (3.687 mAh) батерија пронађена у iPhone 12 Pro Max. Оба модела могу пунити MagSafe до 15 В, Qi бежично пуњење до 7,5 W и Lightning до 20-23 W за (Pro), 20-27 W за (Pro Max).

#### Камере
iPhone 13 Pro има четири камере: једну предњу камеру за селфије и три задње камере које укључују телефото, широку и ултрашироку камеру. Све камере окренуте позади садрже веће сензоре од iPhone 12 Pro, што омогућава више прикупљања светлости. Широки и ултрашироки такође имају веће отворе бленде како би ухватили више светла и повећали перформансе при слабом осветљењу. Ултраширока камера такође први пут има аутофокус. Телефото од 77 мм има мањи отвор бленде од модела 12 Pro, али има предност што може да користи ноћни режим по први пут. Већи телефото такође повећава могућност дигиталног зума на 15x.
Камере користе најновији Apple рачунарски механизам за фотографисање, назван Smart HDR 4. Он одвојено обрађује препозната лица на фотографијама користећи локална подешавања. Корисници такође могу да бирају између низа фотографских стилова током снимања, укључујући богат контраст, живописне, топле и хладне. Apple појашњава да се ово разликује од филтера јер интелигентно ради са алгоритмом за обраду слике током снимања како би применио локална подешавања на слику.
Апликација за камеру садржи нови режим под називом Cinematic Mode, који омогућава корисницима да се фокусирају између субјеката и креирају плитку дубину поља помоћу софтверских алгоритама. Подржан је на широким, телефото и предњим камерама у 1080п при 30 fps. Apple је такође додао у iOS 15.1 могућност снимања у Apple ProRes 4K при 30 fps и 1080п при 60 fps за моделе са најмање 256 GB складишног простора, међутим основни модели са 128 GB складишног простора биће ограничени на ProRes снимање при 1080п при 30 fps.
Камера има макро режим који може да фокусира чак 2 центиметра од објекта. Користи аутофокус ултрашироке камере и аутоматски се укључује када је довољно близу субјекту.

### Софтвер
iPhone 13 Pro и iPhone 13 Pro Max су првобитно испоручени са iOS 15. Добили су ажурирање за iOS 16, које је објављено 12. септембра 2022, и iOS 17, који је објављен 18. септембра 2023. Qi2 бежично пуњење следеће генерације стандард је додат на iPhone 13 Pro и iPhone 13 Pro Max са ажурирањем на iOS 17.2.

## Рецепеција
An AR View of the Alpine Green Model of the iPhone 13 ProРецензенти и новинари су похвалили iPhone 13 Pro и iPhone 13 Pro Max због значајног побољшања трајања батерије, побољшаног сета камера и додавања ProMotion-а на iPhone уређаје. За уређаје је више пута речено да имају „најбољу камеру у паметном телефону“.